# Centro de Estudios Legales y Sociales
El Centro de Estudios Legales y Sociales (CELS) es una organización no gubernamental argentina con sede en Buenos Aires, fundada en 1979, orientada a la promoción y defensa de los derechos humanos y el fortalecimiento del sistema democrático. Está presidido por la abogada María José Gembe.

## Estructura
Su fundador y primer presidente fue Emilio Mignone, un abogado padre de una hija desaparecida. Era considerado uno de los principales defensores de los derechos humanos en la Argentina durante la dictadura cívico-militar argentina (1976-1983).
Entre sus miembros fundadores también se encontraba Carmen Lapacó (1925-2017), quien además pertenecía a Madres de Plaza de Mayo Línea Fundadora y fue una importante militante por los derechos humanos. La biblioteca del CELS lleva su nombre.
A Mignone lo remplazó el periodista y escritor Horacio Verbitsky, quien ocupó la presidencia del CELS desde 2000 hasta marzo de 2022, cuando renunció.
Paula Abal Medina ocupa la vicepresidencia del CELS, Damián Loreti es secretario y Gonzalo Conte tesorero. Gustavo Palmieri, Juan Gabriel Tokatlian, Verónica Torras, Diana Wassner, Diego Montón, Eleonor Faur, Ernesto Meccia, Clarisa Gambera y Manuel Garrido, completan la comisión directiva.

## Historia
Entre 1970 y 1980 nació y se desarrolló en la Argentina un vasto movimiento de defensa de los derechos humanos que tuvo una amplia trascendencia a nivel regional e internacional y que aún hoy gravita en la realidad político-institucional del país. 
Si bien existían antecedentes, como es el caso de la Liga Argentina por los Derechos del Hombre fundada en 1937, a partir de los primeros años de la década de 1970 se formaron el Servicio Paz y Justicia [SERPAJ) en 1974, la Asamblea Permanente por los Derechos Humanos (APDH) en 1975,
Movimiento Ecuménico por los Derechos Humanos en 1976, Madres de Plaza de Mayo en 1976, Familiares de Desaparecidos y Detenidos por Razones Políticas en 1976, Abuelas de Plaza de Mayo en 1977, el Centro de Estudios Legales y Sociales (CELS) en 1980, Madres de Plaza de Mayo Línea Fundadora en 1986 y finalmente Hijos e Hijas por la Identidad y la Justicia contra el Olvido y el Silencio (HIJOS) en 1995.
El surgimiento de este movimiento obedeció a dos circunstancias concurrentes: el terrorismo de Estado implantado por las fuerzas armadas en el país desde el 24 de marzo de 1976, y el desarrollo del concepto universal de derechos humanos, producto de los grandes consensos políticos de la segunda posguerra. La fundación del CELS en 1980, durante la última dictadura militar, debe ubicarse en ese contexto particular.
Loa abogados Alfredo Galleti, Augusto Conte, Boris Pasik y Emilio Mignone y el científico José Federico Westerkamp crearon el CELS en marzo de 1980, dando un marco formal a las actividades que venían desarrollando desde 1978.
En la primera etapa, los miembros fundadores del CELS trabajaban en la APDH y crearon la organización como una respuesta a la necesidad de encarar acciones rápidas y decisivas para detener las graves y sistemáticas violaciones de los derechos humanos, documentar el terrorismo de Estado y proporcionar ayuda legal y asistencia a los familiares de las víctimas, especialmente en el caso de detenidos-desaparecidos.
La recuperación de la democracia produjo una nueva formulación de los objetivos iniciales de la organización. En la actualidad, según describe el Observatorio de Políticas Públicas de Derechos Humanos en el Mercosur: 

[...] los objetivos institucionales están orientados a: denunciar las violaciones a los derechos humanos; incidir en los procesos de formulación de políticas públicas basadas en el respeto por los derechos fundamentales; impulsar reformas legales e institucionales tendientes al mejoramiento de la calidad de las instituciones democráticas; y promover el mayor ejercicio de estos derechos para los sectores más desprotegidos de la sociedad.

## Publicaciones
Desde su fundación, el CELS difundió informes, estudios, testimonios y trabajos de investigación mediante numerosas publicaciones, en algunos casos con material producido por otras organizaciones de derechos humanos. Muchas de estas publicaciones reflejan la ampliación de los objetivos iniciales de la organización:
- Ley de acceso justo al hábitat: guía para su aplicación. 2017. ISBN 978-987-4195-02-9.
- El derecho a la protesta social en la Argentina. 2017. ISBN 978-987-4195-00-5.
- Tortura en las cárceles: ¿por qué no son efectivas las políticas de prevención de la violencia en la Argentina?. 2017. ISBN 978-987-29080-9-6.
- Hostigados: violencia y arbitrariedad policial en los barrios populares. 2016. ISBN 978-987-29080-7-2.
- Cruzar el muro: desafíos y propuestas para la externación del manicomio. 2015. ISBN 978 987 29080 5 8.

El CELS editó además textos de diversos autores vinculados con la problemática de derechos humanos.
- Frontalini, Daniel; Caiati, María Cristina (1984). El mito de la "guerra sucia".
- Rossi, Julieta; Campos, Luis (2004). Las pensiones por vejez frente al derecho a la seguridad social. ISBN 9872032440.
- Pautassi, Laura; Rossi, Julieta; Campos, Luis (2004). Plan Jefes y Jefas: ¿derecho social o beneficio sin derechos?. ISBN 9872032432.
- Tiscornia, Sofía (2008). Activismo de los derechos humanos y burocracias estatales: el caso Walter Bulacio. ISBN 978-987-1397-18-1.
- Pita, María Victoria (2010). Formas de vivir y formas de morir: el activismo contra la violencia policial. ISBN 978-987-1397-53-2.
- Sarrabayrouse Oliveira, María José (2011). Poder judicial y dictadura : el caso de la Morgue Judicial. ISBN 978-987-1397-66-2.
- Villalta, Carla (2012). Entregas y secuestros: el rol del Estado en la apropiación de niños. ISBN 978-987-1397-79-2.

## Conferencias
- “Hacer justicia. Nuevos debates sobre el juzgamiento de crímenes de lesa humanidad”, conferencia dictada junto con el Centro Internacional para la Justicia Transicional (ICTJ) el 12 de marzo de 2012 en el Salón Azul de la Facultad de Derecho (UBA), con la participación de Horacio Verbitsky, Lisa Magarrell (ICTJ) y César García Álvarez (Jefe de la Sección Política de la Delegación de la Unión Europea en Argentina). El desarrollo de la misma incluyó al panel de discusión sobre las experiencias de Brasil y Argentina, cuyos respectivos ponentes fueron Mónica Pinto, decana de la Facultad de Derecho de la Universidad de Buenos Aires; Paulo Abrao, Comissão de Anistia, Ministerio de Justicia, Brasil; y Jorge Auat, fiscal general, director de la Unidad Fiscal de Coordinación y Seguimiento de las Causas por violaciones a los Derechos Humanos cometidas durante el terrorismo de Estado; con la moderación de Gastón Chillier (CELS).[10]
- Presentación del libro “Hacer justicia. Nuevos debates sobre el juzgamiento de crímenes de lesa humanidad en Argentina”,[11] llevada a cabo el 15 de marzo de 2012 en la Sala Cortázar de la Biblioteca Nacional Argentina. La exposición estuvo a cargo de Verbitsky, Jorge Taiana (CIEP) y Marcelo Ferrante (Universidad Torcuato Di Tella), con la moderación de Valeria Barbuto (CELS).[12]

## Membresías
El CELS es miembro de:
- La Comisión Internacional de Juristas de Ginebra
- La Liga Internacional por los Derechos Humanos de Nueva York.
- La Organización Mundial Contra la Tortura de Ginebra (OMCT).
- La Federación Internacional por los Derechos Humanos de París (FIDH) (como corresponsal).

## Premios
- El Premio de Derechos Humanos Letelier-Moffitt (1983).
- El Roger E. Joseph (1988).
- El Premio Derechos Humanos del Comité de Abogados por los Derechos Humanos (1988).
- El Premio de Derechos Humanos Libertad-Igualdad-Fraternidad de Francia (2009).
- El Premio de Justicia de la Fundación Gruber (Filadelfia, 2011).[13]
- XI Premio Joan Alsina de Derechos Humanos (instituido por el Ayuntamiento de Barcelona en memoria del sacerdote catalán asesinado en 1973 por la dictadura de Pinochet en Chile). (Casa Amèrica Catalunya, 16 de noviembre de 2011).[14]